# Tru Confessions
Tru Confessions (no Brasil, Confissões de Tru / em Portugal, O Filme da Minha Vida) é um filme original do Disney Channel lançado em 2002. Foi estrelado por Clara Bryant e Shia LaBeouf, e conta a história sobre uma garota que decide fazer um documentário sobre seu irmão gêmeo com deficiência intelectual.

## Enredo
Trudy "Tru" Walker é uma garota que aspira ter seu próprio programa de TV. Tru está um tanto infeliz com sua vida. Seu irmão gêmeo, Eddie, tem uma deficiência de aprendizado não identificada causada pela perda de oxigênio no nascimento e, como resultado, faz com que ele aja de maneira estranha, o que costuma ser a fonte do caos em situações sociais. Embora Eddie seja afetuoso, seu comportamento muitas vezes frustra Tru porque ela se sente incapaz de argumentar com ele. Ela também está irritada com a maneira dura como seu irmão é tratado por membros de seu grupo de amigos. Além disso, ela costuma ficar frustrada com a mãe porque parece que Eddie é o irmão favorito. Embora Tru sinta pena de Eddie, ela está cansada de ser incapaz de realizar atividades normais.
Tru fica em êxtase ao saber de um concurso de vídeo, cujo vencedor terá seu próprio programa de TV. Quando Tru revela esta notícia para sua mãe, Tru fica levemente desapontada com a reação de sua mãe porque sua mãe não parece compartilhar o entusiasmo de sua filha. Tru não sabe o que deve escolher como tema de seu documentário. Quando sua professora de inglês a incentiva a selecionar um tópico que seja significativo para ela, Tru decide seguir o conselho de sua professora. Com o prazo de envio do concurso de documentários se aproximando, Tru está muito ansioso para encontrar um tema adequado. Quando ela exibe seu vídeo, seus amigos o acham chato e pouco inspirador. Tru então explora um assunto que é pessoal para ela: ela faz um vídeo sobre o irmão no qual destaca a influência positiva que Eddie teve em sua vida. Ela também revela que viver com um irmão com deficiência costuma ser estressante e desgastante.
Uma subtrama do filme é o relacionamento de Tru com sua mãe Judy. Outra fonte de frustração na vida de Tru é que ela acha que sua mãe não a entende. Assim, ela busca ajuda em um fórum online onde recebe apoio de alguém que se autodenomina Deedee. Essa personalidade on-line ajuda Tru em seus momentos difíceis. Deedee convence Tru de que nada de grande jamais foi alcançado sem sacrifícios e que ela será recompensada por mostrar seu verdadeiro eu. Mais tarde no filme, após uma discussão entre mãe e filha, a mãe de Tru repete o conselho que Deedee deu a Tru, levando Tru a chegar à conclusão correta de que Deedee é na verdade a mãe de Tru. Mais uma vez, Tru fica zangada com a mãe.
Quando a família Walker vai a uma feira de rua, Tru confronta seus medos a respeito de como as pessoas podem ser cruéis com pessoas com deficiência. Tru percebe que Eddie está usando um chapéu novo. Quando Tru pergunta onde ele conseguiu o chapéu, Eddie aponta para um grupo de meninos. Tru o lembra que ele não deve aceitar nada de estranhos. Um dos membros do grupo é um menino da escola que Tru gosta com o nome de Billy Meyer. Mais tarde, descobri que os membros do grupo brigaram no chapéu que Eddie estava usando. Tru fica arrasado e enojado. Quando Billy diz a ela que ela é uma aberração como seu irmão, Tru o empurra da ponte para um riacho abaixo. Tru decide não revelar aos pais o que aconteceu, pensando que eles não vão entender (embora ela conte à mãe mais tarde em detalhes vagos).
As coisas ficam mais positivas para Tru quando ela recebe uma carta dizendo que ganhou o concurso, o que significa que seu vídeo será transmitido na televisão. Tru teme que todos na escola zombem dela por causa das coisas pessoais sobre si mesma que ela revelou no vídeo. Para piorar a situação, o pai de Tru está preso no trabalho (ele é neurocirurgião) e não consegue chegar em casa a tempo para o show dela. No filme, a relação entre pai e filho é tensa porque o primeiro frequentemente ataca verbalmente e é duro com o segundo. Sem o conhecimento da família, o pai de Tru assiste ao programa na televisão do hospital e fica emocionado com o que vê. Na escola, no dia seguinte, todos os alunos parecem ter amado e apreciado o show de Tru.
Mais tarde, o pai de Tru pergunta à filha por que ele não aparece com destaque no filme. Ela relutantemente mostra a ele a filmagem que ela tinha, o que o mostra sob uma luz ruim. Outro tema do filme é a incapacidade do pai de se relacionar adequadamente com o filho. Ao longo do filme, o pai briga constantemente com Eddie e acha difícil ser paciente com ele. Tru e Eddie entendem que o trabalho do pai é estressante. O pai deles percebe que precisa ser um pai melhor para Eddie e que ninguém deveria viver assim. Portanto, o vídeo é um lembrete para ele de como ser melhor.
Tru chega à triste conclusão de que com o passar do tempo ela viverá uma vida normal indo para a faculdade, tendo uma carreira, se casando e talvez tendo seus próprios filhos e Eddie sempre será o mesmo. O Sr. Walker começa a tentar ter mais tempo para a família e ser mais paciente com Eddie. Tru e sua mãe se esforçam para conversar e Tru insiste que ela realmente ouvirá. Eddie e Tru sentam-se juntos para assistir a uma partida de futebol em que ambos jogaram. Eddie retrocede continuamente para uma jogada em que Tru passa a bola para Eddie e ele faz um gol. Tru exclama "Eddie, vamos lá! Assistimos a essa cena umas dez vezes. Vamos seguir em frente. Não é como se fosse mudar." Eddie responde: "Eu gosto disso. Não quero que mude. Somos você e eu. Sendo gêmeos."

## Local
A maior parte do filme foi filmada em Toronto, Ontario, no Canadá. Na cena em que as crianças saem do barco, da para notar a Torre CN e outros edifícios importantes de Toronto. Várias cenas foram filmadas no colégio Danforth e no Instituto Superior Técnico de Toronto.

## Elenco
- Clara Bryant - Trudy "Tru" Walker
- Shia LaBeouf - Edward "Eddie" Walker
- Mare Winningham - Ginny
- William Francis McGuire - Bob
- Nicole Dicker - Denise Palumbo
- Kevin Duhaney - Jake
- Yani Gellman - William "Billy" Meier
- Craig Eldridge - Mr. Taylor
- Jennifer Foster - Judy "Deedee" Walker
- Rahnuma Panthaky - Ms. Hinchey
- Colm Magner - Coach Rice
- Arnold Pinnock - Dr. Dean Cutler
- Keandre' Sutton - Dr. Griffin
- Monet Sutton - Nicole Allen